# Guttenberg (település)
Guttenberg település Németországban, azon belül Bajorországban. Lakosainak száma 467 fő (2023. december 31.).

## Népesség
A település népessége az elmúlt években az alábbi módon változott:
| Lakosok száma | 1112 | 982  | 537  | 502  | 523  | 505  | 488  | 476  | 463  | 467  |
|               | 1875 | 1950 | 1975 | 1987 | 2012 | 2014 | 2016 | 2017 | 2021 | 2023 |